# 奇術師 (小説)
『奇術師』（きじゅつし、原題:The Prestige ）は、クリストファー・プリーストによる小説。1995年のジェイムズ・テイト・ブラック記念賞（小説部門）と、1996年の世界幻想文学大賞を受賞した。2006年に『プレステージ』として映画化された。
映画版ではボーデンとエンジャの出会いや、2人が確執に至る経緯などが変更されている。アンドルーとケイトは登場せず、物語の結末も異なっている。

## あらすじ
アンドルーのもとに、彼の先祖である奇術師アルフレッド・ボーデンの著書が送られてきた。幼いころに養子となり、いまや養父母を実家族として慕うアンドルーにとって、曾祖父あるいは曾々祖父にあたるアルフレッド・ボーデンの話は特別な関心を惹くものではなかった。彼がボーデン家の情報として求めていたのは、記録上は存在していない、彼の双子の兄弟についてのものだったからだ。アンドルーとその双子の片割れの間には昔から感覚的なやり取りが続いており、相手の居場所を知ることこそできなかったが、アンドルーは自分が一卵性双生児であることに確信を持っていた。
ボーデンの本を送った女性・ケイトの屋敷を訪れることになったアンドルーは、双子の存在を尋ねられたうえ、彼女の先祖ルパート・エンジャと、アルフレッド・ボーデンの話を聞かされる。アンドルーたち双子の現状は、百年前に起こった二人の確執が原因であり、ケイトもまた自身の抱えている謎の真相を突き止めるために、二人の奇術師に何が起こったのかを調べているのだという。
アルフレッド・ボーデンの回想録とルパート・エンジャの日記から、互いが得意とする奇術「瞬間移動」の秘密を探り合った二人の確執と、その結末、そしてアンドルーの双子に関する謎が明かされる。